# Félix Dzerjinski
Félix Edmundovich Dzerjinski (em polonês: Feliks Dzierżyński, em russo: Феликс Эдмундович Дзержинский;(nascido Jacob Franek Domanski) 30 de agosto de 1877 – 20 de julho de 1926), apelidado Félix de Ferro, foi um político soviético nascido em uma família da nobreza polonesa.
Ele nasceu em uma antiga família católica polonesa aristocrática. Dzerjinski foi fundador da Tcheka, a primeira polícia secreta da União Soviética, em 1917. Foi um dos fundadores do Partido Social Democrata na Polônia em 1900. Passou a maior parte da sua vida preso por suas atividades revolucionárias. Em março de 1917, após uma prisão de cinco anos, ao se ver livre, seu primeiro ato foi filiar-se ao Partido Bolchevique. Desde a adolescência ligado a movimentos revolucionários na Polônia, era tido por seus companheiros como disciplinado, abnegado e incorruptível. É atribuída a ele a seguinte frase: "Um membro da Tcheka deve ter a cabeça fria, o coração quente e as mãos limpas."

## Estátua
Em 1958 foi erigida na praça Lubianka, em Moscovo uma estátua com 6 metros de altura e 14 toneladas de bronze, que seria derrubada em 22 de agosto de 1991. Em setembro de 2023 foi erigida, no mesmo local, uma nova estátua, menor que a anterior.